# Winter-Paralympics 2010
Die X. Paralympischen Winterspiele fanden vom 12. bis 21. März 2010 in der kanadischen Stadt Vancouver statt, der größten Stadt der Provinz British Columbia. Die Paralympics sind die Olympischen Spiele für Menschen mit körperlicher Behinderung und fanden im Anschluss an die Olympischen Winterspiele 2010 statt. Erfolgreichste Nation mit 13 Goldmedaillen wurde Deutschland.
Die Austragungsorte der Spiele erstreckten sich über eine 120-Kilometer-Zone von den Ufern Richmonds bis zum Innenstadt-Bereich Vancouvers. Es sollten bestehende und neue Wettkampfstätten für die Wettbewerbe genutzt werden. Zum zweiten Mal war Kanada nach den Sommer-Paralympics 1976 in Toronto Austragungsort der Spiele.

Die Eröffnungszeremonie fand im BC Place Stadium in Vancouver und die Schlusszeremonie in Whistler statt.

## Teilnehmer
44 Nationen hatten sich für die Spiele in Vancouver angemeldet. (In Klammern: Zahl der teilnehmenden Athleten)
| - Andorra (2) - Argentinien (2) - Armenien (2) - Australien (11) - Belgien (1) - Bosnien und Herzegowina (1) - Bulgarien (3) - Chile (2) - Volksrepublik China (7) - Dänemark (2) - Deutschland (20) - Finnland (5) - Frankreich (21) - Griechenland (2) - Vereinigtes Königreich (12) - Iran (1) | - Island (1) - Italien (35) - Japan (42) - Kanada (46) - Kasachstan (1) - Kroatien (4) - Mexiko (2) - Mongolei (2) - Neuseeland (2) - Niederlande (1) - Norwegen (27) - Österreich (19) - Polen (12) - Rumänien (1) - Russland (30) | - Schweden (26) - Schweiz (15) - Serbien (1) - Slowakei (13) - Slowenien (1) - Spanien (5) - Südafrika (1) - Südkorea (25) - Tschechien (19) - Ukraine (19) - Ungarn (2) - Vereinigte Staaten (50) - Belarus (9) |

## Sportarten und Zeitplan
| Zeitplan der Winter-Paralympics 2010 | Zeitplan der Winter-Paralympics 2010 | Zeitplan der Winter-Paralympics 2010 | Zeitplan der Winter-Paralympics 2010 | Zeitplan der Winter-Paralympics 2010 | Zeitplan der Winter-Paralympics 2010 | Zeitplan der Winter-Paralympics 2010 | Zeitplan der Winter-Paralympics 2010 | Zeitplan der Winter-Paralympics 2010 | Zeitplan der Winter-Paralympics 2010 | Zeitplan der Winter-Paralympics 2010 | Zeitplan der Winter-Paralympics 2010 |
| März                                 | 12.                                  | 13.                                  | 14.                                  | 15.                                  | 16.                                  | 17.                                  | 18.                                  | 19.                                  | 20.                                  | 21.                                  | G                                    |
| ------------------------------------ | ------------------------------------ | ------------------------------------ | ------------------------------------ | ------------------------------------ | ------------------------------------ | ------------------------------------ | ------------------------------------ | ------------------------------------ | ------------------------------------ | ------------------------------------ | ------------------------------------ |
| Zeremonien                           |                                      |                                      |                                      |                                      |                                      |                                      |                                      |                                      |                                      |                                      |                                      |
| Biathlon                             |                                      | 6                                    |                                      |                                      |                                      | 6                                    |                                      |                                      |                                      |                                      | 12                                   |
| Rollstuhlcurling                     |                                      |                                      |                                      |                                      |                                      |                                      |                                      |                                      | 1                                    |                                      | 1                                    |
| Sledge-Eishockey                     |                                      |                                      |                                      |                                      |                                      |                                      |                                      |                                      | 1                                    |                                      | 1                                    |
| Ski Alpin                            |                                      |                                      | 4                                    | 2                                    | 4                                    | 2                                    | 6                                    | 6                                    | 6                                    |                                      | 30                                   |
| Skilanglauf                          |                                      |                                      | 2                                    | 4                                    |                                      |                                      | 6                                    |                                      | 2                                    | 6                                    | 20                                   |
| Entscheidungen                       |                                      | 6                                    | 6                                    | 6                                    | 4                                    | 8                                    | 12                                   | 6                                    | 10                                   | 6                                    | 64                                   |
| • = Medaillenentscheidungen          |                                      |                                      |                                      |                                      |                                      |                                      |                                      |                                      |                                      |                                      |                                      |

## Herausragende Sportler
| Die erfolgreichsten Teilnehmer | Die erfolgreichsten Teilnehmer | Die erfolgreichsten Teilnehmer | Die erfolgreichsten Teilnehmer | Die erfolgreichsten Teilnehmer | Die erfolgreichsten Teilnehmer | Die erfolgreichsten Teilnehmer | Die erfolgreichsten Teilnehmer |
| Rang                           | Sportler                       | Land                           | Sportart                       | Goldmedaille                   | Silbermedaille                 | Bronzemedaille                 | Gesamt                         |
| ------------------------------ | ------------------------------ | ------------------------------ | ------------------------------ | ------------------------------ | ------------------------------ | ------------------------------ | ------------------------------ |
| 1                              | Verena Bentele                 | Deutschland                    | Biathlon, Skilanglauf          | 5                              | 0                              | 0                              | 5                              |
| 1                              | Lauren Woolstencroft           | Kanada                         | Ski Alpin                      | 5                              | 0                              | 0                              | 5                              |
| 3                              | Irek Saripow                   | Russland                       | Biathlon, Skilanglauf          | 4                              | 1                              | 0                              | 5                              |
| 3                              | Gerd Schönfelder               | Deutschland                    | Ski Alpin                      | 4                              | 1                              | 0                              | 5                              |
| 5                              | Kirill Michailow               | Russland                       | Biathlon, Skilanglauf          | 3                              | 2                              | 0                              | 5                              |
| 6                              | Martin Braxenthaler            | Deutschland                    | Ski Alpin                      | 3                              | 1                              | 0                              | 4                              |
| 6                              | Henrieta Farkašová             | Slowakei                       | Ski Alpin                      | 3                              | 1                              | 0                              | 4                              |
| 6                              | Olexandra Kononowa             | Ukraine                        | Biathlon, Skilanglauf          | 3                              | 1                              | 0                              | 4                              |
| 6                              | Jakub Krako                    | Slowakei                       | Ski Alpin                      | 3                              | 1                              | 0                              | 4                              |
| 10                             | Brian McKeever                 | Kanada                         | Skilanglauf                    | 3                              | 0                              | 0                              | 3                              |
| 11                             | Anna Burmistrowa               | Russland                       | Biathlon, Skilanglauf          | 2                              | 1                              | 1                              | 4                              |
| 11                             | Claudia Lösch                  | Österreich                     | Ski Alpin                      | 2                              | 1                              | 1                              | 4                              |
| 11                             | Alana Nichols                  | Vereinigte Staaten             | Ski Alpin                      | 2                              | 1                              | 1                              | 4                              |
| 14                             | Marija Jowlewa                 | Russland                       | Biathlon, Skilanglauf          | 2                              | 1                              | 0                              | 3                              |
| 15                             | Ljudmila Wautschok             | Belarus                        | Skilanglauf                    | 2                              | 0                              | 2                              | 4                              |
| 16                             | Yoshihiro Nitta                | Japan                          | Skilanglauf                    | 2                              | 0                              | 0                              | 2                              |
| 16                             | Sergei Schilow                 | Russland                       | Skilanglauf                    | 2                              | 0                              | 0                              | 2                              |
| 18                             | Nikolai Poluchin               | Russland                       | Biathlon, Skilanglauf          | 1                              | 4                              | 1                              | 6                              |
| 19                             | Viviane Forest                 | Kanada                         | Ski Alpin                      | 1                              | 3                              | 1                              | 5                              |
| 19                             | Olena Jurkowska                | Ukraine                        | Biathlon, Skilanglauf          | 1                              | 3                              | 1                              | 5                              |
| 19                             | Ljubow Wassiljewa              | Russland                       | Biathlon, Skilanglauf          | 1                              | 3                              | 1                              | 5                              |
| 22                             | Michalina Lyssowa              | Russland                       | Biathlon, Skilanglauf          | 1                              | 2                              | 2                              | 5                              |
| 23                             | Nils-Erik Ulset                | Norwegen                       | Biathlon, Skilanglauf          | 1                              | 2                              | 1                              | 4                              |
| 24                             | Jon Santacana                  | Spanien                        | Ski Alpin                      | 1                              | 2                              | 0                              | 3                              |
| 24                             | Stephani Victor                | Vereinigte Staaten             | Ski Alpin                      | 1                              | 2                              | 0                              | 3                              |